# Агуни
Агуни (яп. 粟国村 Агуни-сон) — село в Японии, находящееся в уезде Симадзири префектуры Окинава. Площадь села составляет 7,64 км², население — 820 человек (1 августа 2014), плотность населения — 107,33 чел./км².

## Географическое положение
Село расположено на острове Агунидзима в префектуре Окинава региона Кюсю.

## Население
Население села составляет 820 человек (1 августа 2014), а плотность — 107,33 чел./км². Изменение численности населения с 1980 по 2005 годы:
| 1980 | 1086 чел. |  |
| 1985 | 930 чел.  |  |
| 1990 | 930 чел.  |  |
| 1995 | 968 чел.  |  |
| 2000 | 960 чел.  |  |
| 2005 | 936 чел.  |  |

## Символика
Деревом села считается Garcinia subelliptica, цветком — Leucolirion.